# Anna Medwecka-Kornaś
Anna Maria Medwecka-Kornaś (ur. 28 sierpnia 1923 w Krakowie) – polska uczona, botaniczka, specjalizująca się w ekologii roślin, fitosocjologii i fitogeografii. Profesor nauk przyrodniczych związana z Zakładem Ochrony Przyrody Polskiej Akademii Nauk i Uniwersytetem Jagiellońskim. Członkini Polskiego Towarzystwa Botanicznego i Polskiej Akademii Umiejętności.

## Życiorys
Urodziła się 28 sierpnia 1923 roku w Krakowie jako córka doktor geografii Marii Biegańskiej-Medweckiej (1893–1962) i doktora prawa Wiktora Medweckiego. Mieszkała z rodzicami na osiedlu Urzędniczym w pobliżu Rakowic. W latach 1930–1936 uczęszczała do szkoły podstawowej, a następnie do Gimnazjum Żeńskiego im. Królowej Wandy, należała do harcerstwa, uczestniczyła w obozach wakacyjnych niedaleko Dukli w Beskidzie Niskim. Naukę w trzeciej klasie gimnazjum przerwała w 1939 r. w wyniku wybuchu II wojny światowej. Matka na czas wojny straciła pracę w szkole, zaś ojciec zajmował się Wydziałem Opieki Społecznej w Zarządzie Miejskim Krakowa. Anna okresowo pracowała w Głównej Radzie Opiekuńczej, instytucji charytatywnej. Naukę kontynuowała na tajnym nauczaniu gimnazjalnym w chemicznej szkole zawodowej, gdzie zdała maturę. Od 1943 roku rozpoczęła, również tajne, studia na Uniwersytecie Jagiellońskim w grupie biologicznej. Jej wykładowcami byli wówczas między innymi Bogumił Pawłowski, Franciszek Górski, Roman Wojtusiak, Jan Zaćwilichowski oraz prof. Jadwiga Wołoszyńska. Po otwarciu uniwersytetu po wojnie do grona wykładowców dołączyli Zygmunt Grodziński, Stanisław Smreczyński, Władysław Szafer, Jadwiga Dyakowska i inni. Studia biologiczne na UJ ukończyła w 1946 roku. 
W grudniu 1946 r. zawarła związek małżeński z Janem Kornasiem, studentem poznanym podczas tajnego nauczania na UJ. Z małżeństwa urodziło się czworo dzieci: Maria, Stanisław, Teresa i Andrzej.
W latach 1945–1947 była pracownikiem Instytutu Badawczego Leśnictwa. W latach 1947–1962 pracowała w Instytucie Botaniki Uniwersytetu Jagiellońskiego. W tym czasie w 1950 obroniła pracę doktorską na podstawie pracy pt. Roślinność rezerwatu stepowego Skorocice koło Buska. W 1956 otrzymała habilitację i została mianowana docentem. W latach 1954–1962 równocześnie była zatrudniona w Zakładzie Ochrony Przyrody Polskiej Akademii Nauk w Krakowie.
W latach 1962–1963 pracowała w Instytucie Botaniki PAN, a następnie w latach 1963–1973 w Zakładzie Ochrony Przyrody PAN, którym kierowała od 1963 do 1969 roku. W 1969 otrzymała tytuł profesora nadzwyczajnego. Od 1973 ponownie pracowała w Instytucie Botaniki UJ, w którym do 1989 roku kierowała Zakładem Ekologii Roślin. W 1980 otrzymała tytuł profesora zwyczajnego. Przeszła na emeryturę w 1994 roku.

## Działalność naukowa
W swoich badaniach zajmowała się fitosocjologią, fitogeografią oraz ekologią roślin i ochroną przyrody. W szczególności interesowała ją geografia roślin Europy i Afryki. Wraz z Janem Kornasiem i zoologami uczestniczyła w Zatoce Gdańskiej w pierwszych w świecie podwodnych badaniach fitosocjologicznych morskiej roślinności dennej Bałtyku (1948, 1949). W zespołach naskalnych Jury Krakowskiej badała rozsiewanie roślin (1950), a następnie zespoły leśne jej południowej części, opisane w doktoracie. Przez szereg lat studiowała roślinność Gorców, a wynikiem tych prac była między innymi jej monografia zespołów leśnych (praca habilitacyjna, 1955) i opracowany wspólnie z Janem Kornasiem opis zespołów nieleśnych (1967). W ramach Międzynarodowego Programu Biologicznego organizowała z Władysławem Grodzińskim (zoologiem) interdyscyplinarne badania produktywności i dynamiki ekosystemów. Prowadzono je w latach 60. i 70. XX wieku na terenie Ojcowskiego Parku Narodowego oraz w północnej części Puszczy Niepołomickiej. Przyrodnicy z różnych dziedzin opublikowali wiele prac z wynikami tych badań. Ich istotnym efektem był jeden z pierwszych w świecie modeli przepływu energii przez ekosystem grądu, wykonany przez Medwecką-Kornaś z udziałem Adama Łomnickiego i Ewy Bandoły-Ciołczyk (1974). W 1975 r. jako kierownik Zakładu Ekologii Roślin UJ zorganizowała Terenową Stację Ekologiczną w Polance Hallera, w której później prowadziła zespołowe badania w wieloletnim programie „Dolina Wierzbanówki”. Program obejmował studia środowiska abiotycznego i szaty roślinnej, ich współzależności oraz wpływu gospodarki człowieka. W związku z tym programem powstało około 80 publikacji, kilkadziesiąt map, a prace były podstawą około 30 prac magisterskich, kilku rozpraw doktorskich i dwóch habilitacyjnych.
Odbyła liczne wyprawy naukowe, także poza Europę, w tym do Ameryki Północnej (1959), Ameryki Południowej (1967) czy Afryki (1972–1978). Dzięki stypendium Fundacji Rockefellera wyjechała na uniwersytet w Montrealu, skąd zwiedziła także Stany Zjednoczone. Efektem wyjazdów do Ameryki Północnej były studia nad zastępczością geograficzną zespołów lasów liściastych z obszarów Kanady oraz Europy Środkowej (1961). Prowadziła między innymi badania w stacji geobotanicznej SIGMA w Montpellier (1963), a po eksploracji Afryki (Zambia, Tanzania, Nigeria, Kamerun) napisała pionierskie artykuły na temat roli ognia w funkcjonowaniu roślinnych zbiorowisk sawannowych i suchych lasów (1980, 1985, 1993). Wynikiem jej współpracy z uniwersytetem w Skopje była praca fitosocjologiczna dotycząca lasów Macedonii, w której scharakteryzowano ciepłą dąbrowę (1986). Z Afryki i innych wyjazdów przywoziła obfite
zbiory roślin, które przekazała do zielnika Instytutu Botaniki UJ.
Kiedy w drugiej połowie XX wieku rozwinął się ruch ochrony środowiska Medwecka-Kornaś, wraz z innymi botanikami z krakowskiej szkoły geobotanicznej, przyczyniła się do poznania wielu faktów służących sformułowaniu zasad ochrony bioróżnorodności. Jako pionierka tej dziedziny zwróciła w swoich badaniach uwagę na to, że sukcesja zachodząca w półnaturalnych murawach i zaroślach kserotermicznych połączona z wkraczaniem drzew powoduje zanikanie cennych światłolubnych gatunków i zespołów roślinnych (1977). Pierwsza mapa parków narodowych i rezerwatów w Polsce powstawała pod jej redakcją naukową (1969). Angażowała się w prace Międzynarodowej Unii Ochrony Przyrody, będąc w latach 1968–1971 członkinią jej Komitetu Wykonawczego. W licznych artykułach omawiała tematykę ochrony szaty roślinnej, w tym obszarów leśnych (1994). Z jej udziałem powstały książki poświęcone przyrodzie Ojcowskiego (1977, 2008) i Gorczańskiego parku narodowego.
Opublikowała ponad 100 (94 do 1997 r.) prac naukowych, około 100 innych publikacji i była współautorką kilkunastu (14 do 1997 r.) książek, w tym kilku wydań „Szaty roślinnej Polski” (wyd. angielskie „The Vegetation of Poland”, 1966) i „Geografii Roślin” (1986). W latach 1967–1970 była redaktorką czasopisma „Ochrona Przyrody”, a 1967–1973 serii wydawniczej „Studia Naturae”.
Jej autorstwo nazw taksonów standardowo oznaczane jest jako „Medw.-Kornaś”. Przykładowy opisany przez nią takson to gatunek paproci Actiniopteris kornasii Medw.-Kornaś, Fragm. Florist. Geobot. 44(1): 72 (1999).

## Członkostwo
Od 1946 jest członkiem Polskiego Towarzystwa Botanicznego, od 2003 członkiem czynnym Polskiej Akademii Umiejętności. W latach 1968–1971 była członkiem Komitetu Wykonawczego Międzynarodowej Unii Ochrony Przyrody.

## Nagrody i odznaczenia
Została odznaczona i nagrodzona:
- Krzyżem Kawalerskim Orderu Odrodzenia Polski (1979)[1],
- Krzyżem Oficerskim Orderu Odrodzenia Polski (1993)[1],
- Medalem Komisji Edukacji Narodowej (1987)[1],
- Van Tienhoven Preis (1982)[1], przyznawaną przez F.V.S. Foundation z Hamburga za działalność naukową w zakresie ochrony przyrody[8]
- Medalem im. Władysława Szafera za wybitne osiągnięcia naukowe w dziedzinie botaniki (1989)[1],
- Srebrnym Medalem „Plus ratio quam vis” Uniwersytetu Jagiellońskiego (2013-09-19), otrzymanym z rąk prorektora UJ prof. Jacka Popiela[11].

## Wybrane publikacje
- A. Medwecka-Kornaś: Hibiscus rhodanthus (Malvaceae) – an interesting plant species in southeastern Africa. Polish Botanical Journal 58(1) 325-335 : 2013.
- A. Medwecka-Kornaś: A new species of Actiniopteris (Pteridaceae) from Upper Katanga in the Democratic Republic of Congo. Fragmenta Flor. Geobot. 44(1) 71–76 : 1999.
- A. Medwecka-Kornaś: Wpływ ognia na roślinność sawanny afrykańskiej. Wiadomości Botaniczne 37(3/4) 177-180 : 1993.
- J. Kornaś, A. Medwecka-Kornaś: Geografia roślin. Wydawnictwo Naukowe PWN. 1986[1].
- A. Medwecka-Kornaś, R. Drenkovski, L. Grupce, M. Mulev: The Oak Forest Quercetum frainetto-cerris on the Foothills of the Mountain Range Galičica (Macedonia), Acta Societatis Botanicorum Poloniae, t. 55, nr 3, s. 325–342 : 1986.
- A. Medwecka-Kornaś, A. Łomnicki, E. Bandoła-Ciołczyk: Energy flow in the oak-hornbeam forest, IBP project "Ispina". Bull. Acad. Pol. Sci. II 22: 563 - 567 : 1974.
- A. Medwecka-Kornaś: CHAPTER II - Factors Affecting the Geographical Distribution of Plants in Poland, [W:] The Vegetation of Poland, Władysław Szafer (red.). International Series of Monographs in Pure and Applied Biology. Division: Botany, Pergamon, 1966, s. 21-96, ISSN 0074-8277, ISBN 978-0-08-010221-4, https://doi.org/10.1016/B978-0-08-010221-4.50008-X.
- A. Medwecka-Kornaś: Stan badań nad zespołami roślinnymi Polski. Wiadomości Botaniczne 5(3) 179-190 : 1961.
- A. Medwecka-Kornaś: Iris aphylla L. ssp. bohemica (Schm.) Dost. na Wyżynie Małopolskiej. Fragmenta Flor. Geobot. 1(1) 3-6 : 1953.